# Centre québécois de formation aéronautique
Le Centre québécois de formation aéronautique (CQFA) est une école nationale du Québec de niveau collégial offrant des formations relatives au pilotage et à la gestion d'aéronefs. L'école décerne des diplômes d'études collégiales en pilotage d'aéronefs et offre aussi des formations continues adaptées aux besoins des entreprises en aéronautique. Situé sur l'aéroport de Saint-Honoré, dont il utilise les installations, le centre a une capacité d'environ 120 étudiants et utilise une flotte de dix-neuf aéronefs pour la formation. Sa création remonte à 1968.

## Formation

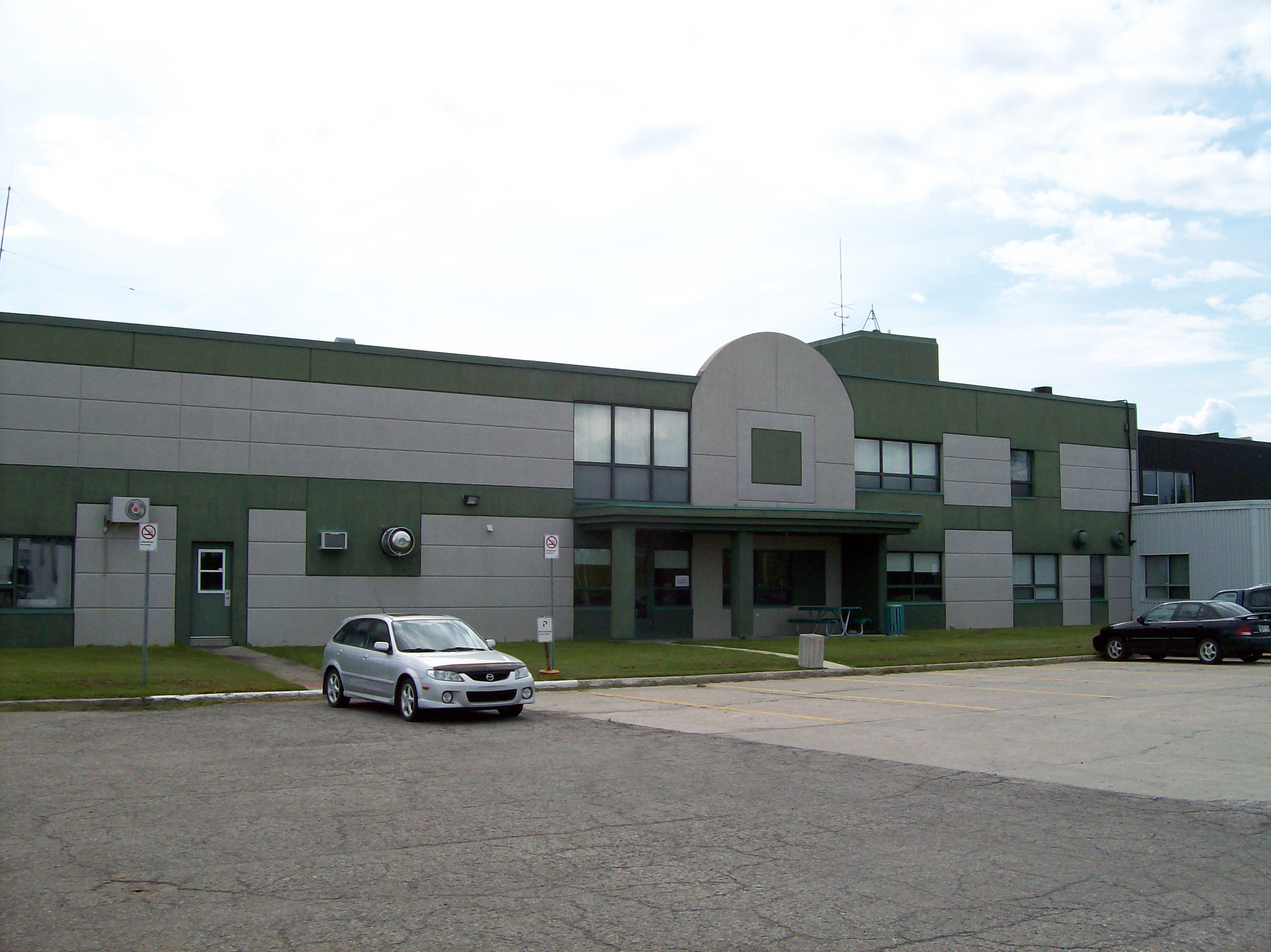
Le pavillon d'enseignement.

Cette section ne s'appuie pas, ou pas assez, sur des sources secondaires ou tertiaires indépendantes du sujet.

Pour l'améliorer, ajoutez-en, ou placez des modèles {{Source secondaire souhaitée}} ou {{Source secondaire nécessaire}} sur les passages mal sourcés. (décembre 2022)

### Formation collégiale
Géré par le Cégep de Chicoutimi, le CQFA offre une formation gratuite en techniques de pilotage d'aéronefs. Il s'agit de l'une des cinq écoles nationales du Québec.
- l'option multimoteur aux instruments, en partie en simulateurs de vol, puis à bord des Piper Navajo PA-31-310 (3 appareils) du CQFA ;
- l'option hélicoptère (disponible depuis 1974), avec et sans élingue, à bord d'un hélicoptère à turbine de type Bell 206B Jet Ranger III (2 appareils) ;
- l'option brousse, portant sur le vol d'avions monomoteurs en régions inhospitalières, au moyen de flotteurs amphibiens ou de skis/roues sur des appareils de types (Cessna 185 (en)) Skywagon (2 appareils) et Beechcraft C23 Sundowner 180 (13 appareils).

De sa création jusqu'en 2019, le CQFA est le seul établissement à offrir la technique de pilotage d'aéronef. Air Richelieu débute alors une formation collégiale à l'aéroport de Saint-Hubert, près de Montréal.

## Voisinage

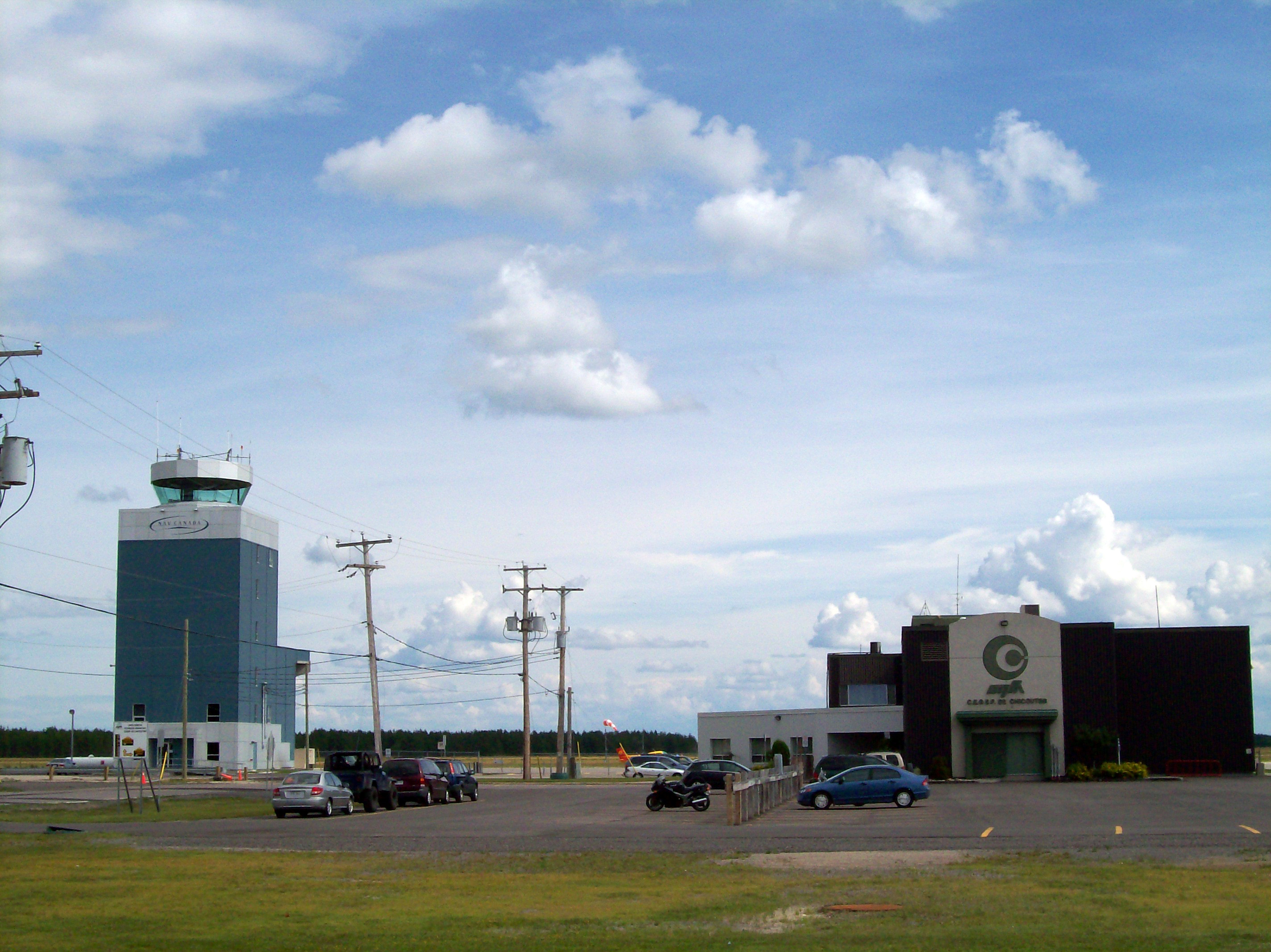
Les installations de l'aéroport de Saint-Honoré et du Centre québécois de formation aéronautique.

En 2019, les résidents du lac Docteur, situé à environ 1 000 m de la piste 12-30, se regroupent afin de réclamer une cohabitation plus harmonieuse entre les activités de formation du centre et la villégiature autour du lac. Les habitants se disent inquiets des manœuvres effectuées par les étudiants et troublés par le bruit des avions. Un comité de gestion sonore est mis en place en 2020.
Les manœuvres à l'aéroport de Saint-Honoré ont augmenté de 32 % entre 2014 et 2019.

## Incidents

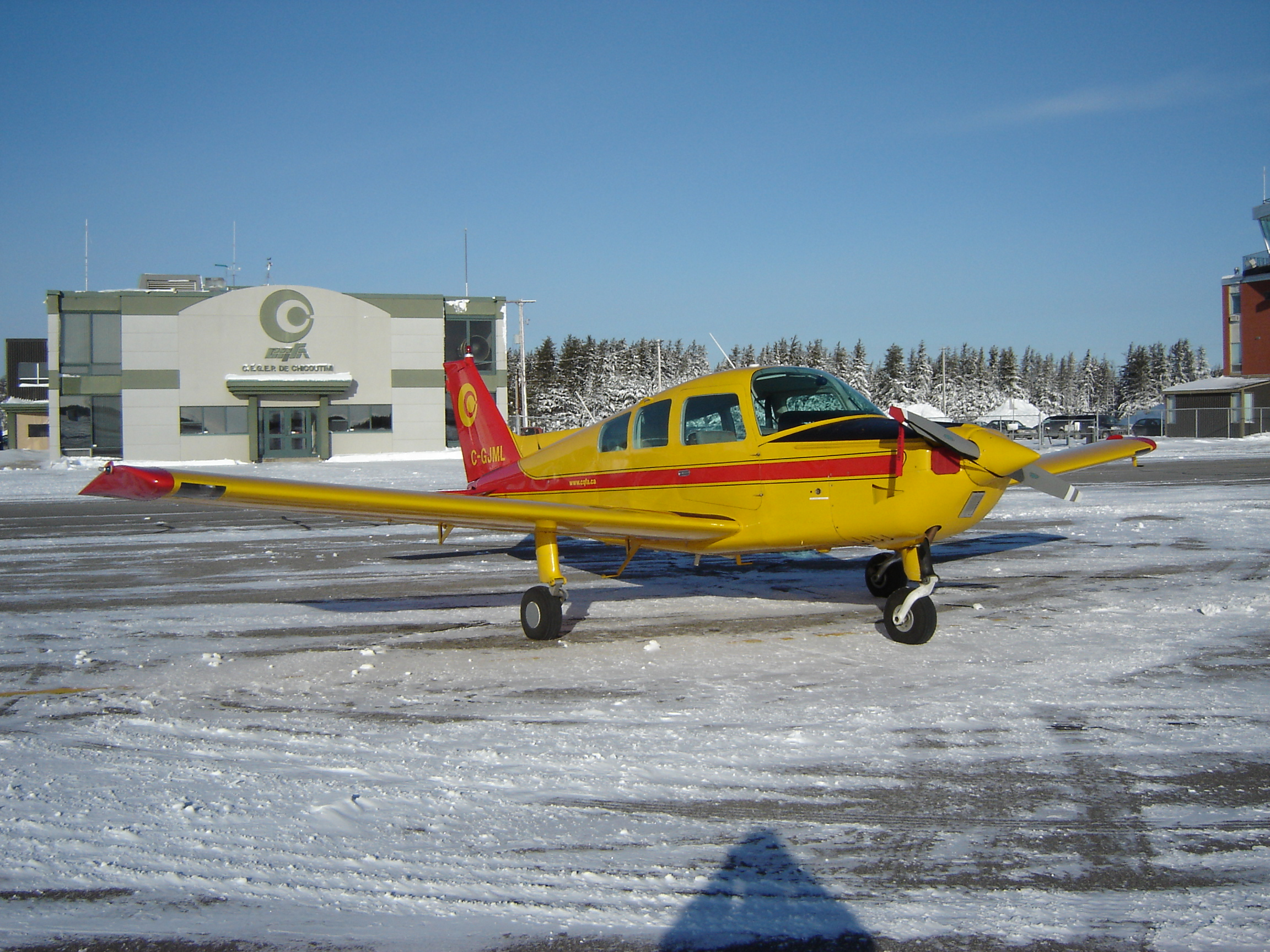
Un appareil semblable à celui qui s'est écrasé à l'automne 2022.

Le 21 octobre 2022, un Beechcraft C23 Sundowner immatriculé C-GBQI effectue une sortie de piste au moment de l'atterrissage, après avoir percuté des buissons à proximité de la piste 12-30 de l'aéroport de Saint-Honoré. L'instructeur et l'élève-pilote qui se trouvaient à bord sont blessés. Le nez de l'appareil est irrémédiablement endommagé. Le Bureau de la sécurité des transports déclenche alors une enquête,.
Le 2 juin 2016, un avitaillement avec le mauvais carburant à l'aéroport de Gaspé cause une panne moteur, forçant l'atterrissage d'urgence d'un appareil Piper PA-31. Les deux moteurs sont irrémédiablement endommagés ; les dommages sont évalués à 200 000 $,. Au moment de la panne, un étudiant pilote l'avion, mais les manœuvres d'urgence sont effectuées par un enseignant. Deux autres étudiants se trouvent alors à bord.
En septembre 1990, un hydravion Cessna 185 (en) coule dans les eaux du lac Sébastien, à Saint-David-de-Falardeau, après une fausse manœuvre au moment de l'atterrissage. Victime d'un effet de foehn, l'appareil de l'élève-pilote de troisième année a capoté après qu'une aile ait touché la surface de l'eau.